# آيت المامون (الرواشد 2)
آيت المامون هو دُوَّار يقع بجماعة الغوالم، إقليم الخميسات، جهة الرباط سلا القنيطرة في المملكة المغربية. ينتمي الدوّار لمشيخة الرواشد 2 التي تضم 3 دواوير. يقدر عدد سكانه بـ 338 نسمة حسب الإحصاء الرسمي للسكان والسكنى لسنة 2004.

## وصلات خارجية
- البوابة الوطنية للجماعات الترابية
- المندوبية السامية للتخطيط